# Баланчук Сергій Олександрович
Сергі́й Олекса́ндрович Баланчу́к (31 березня 1975, Київ, Українська РСР, СРСР — 7 липня 2022, поблизу м. Бахмут, Україна) — український футболіст, захисник, відомий перш за все завдяки виступам у полтавській «Ворсклі», ізраїльському «Маккабі» (Хайфа) та молодіжній збірній України, військовий. Після завершення активних виступів розпочав кар'єру юриста. Учасник російсько-української війни, який загинув під час російського вторгнення в Україну.

## Життєпис
Сергій Баланчук народився в м. Києві. Навчався в загальноосвітній школі № 170, що на Оболоні, де створили спеціальний «футбольний клас». Разом з Сергієм навчалися Олександр Шовковський, Владислав Ващук, Сергій Федоров та Геннадій Медведєв, що згодом гучно заявили про себе в українському футболі. Закінчив школу з золотою медаллю, перемагав на районній олімпіаді з німецької мови. Займався футболом у ДЮФШ «Динамо». На початку 1992 року дебютував у складі «Динамо-2», де швидко став одним з ключових захисників команди. Влітку 1993 року нетривалий час перебував у оренді в ЦСК ЗСУ.
13 серпня 1995 року дебютував у основному складі «Динамо» в поєдинку проти СК «Миколаїв», відігравши 57 хвилин і поступившись місцем на полі Євгену Похлебаєву. Тоді ж Сергія почали залучати до ігор молодіжної збірної України. Загалом провів у складі киян 4 поєдинки і, втративши надію закріпитися у основі, вирушив до Ізраїлю, де уклав угоду з «Маккабі» з Хайфи. За три сезони в Ізраїлі здобув разом з клубом «бронзу» національного чемпіонату та кубок країни. У єврокубкових змаганнях провів 7 матчів.
Навесні 1999 року Баланчук повернувся до Києва, однак пробитися до основи «Динамо» на той час було майже неможливо, тож погравши певний час за резервні команди киян, Сергій вирушив до полтавської «Ворскли». Найбільшим успіхом полтавців того часу стало 4-те місце в чемпіонаті 1999/2000 років та участь у Кубку УЄФА. Сергій Баланчук протягом 3,5 сезону був основним захисником «Ворскли». Останнім клубом для Сергія став харківський «Металіст», де він виступав у 2003 році.
Після закінчення кар'єри футболіста здобув юридичну освіту і з 2004 року розпочав роботу за фахом. Працював партнером у ТОВ «Юридична фірма „ВС і Партнери“», виконував обов'язки третейського судді постійного третейського суду при Асоціації українських банків.
Наприкінці квітня 2022 року призваний на військову службу до Збройних сил України. У 2022 році помер внаслідок артилерійського обстрілу, вчиненого російськими окупантами поблизу м. Бахмута на Донеччині.

## Досягнення
- Володар Кубка Ізраїлю (1): 1997/98
- Бронзовий призер чемпіонату Ізраїлю (1): 1998/99
- Переможець першої ліги чемпіонату України (1): 1998/99
- Брав участь у «золотому» сезоні «Динамо» (1995/96), однак провів на полі всього 4 матчі, чого недостатньо для отримання медалей.

## Нагороди
- орден «За мужність» III ступеня (2022, посмертно) — за особисту мужність і самовіддані дії, виявлені у захисті державного суверенітету та територіальної цілісності України, вірність військовій присязі[7].

## Вшанування пам'яті
У місті Хайфа (Ізраїль) вирішили перейменувати на честь загиблого на війні українського футболіста Сергія Баланчука вулицю, на якій розташоване консульство Російської Федерації. Таким чином у місті вирішили вшанувати пам'ять футболіста, який грав за хайфський «Маккабі» у 1996—1999 роках.